# Icterus pyrrhopterus
Az Icterus pyrrhopterus a madarak osztályának verébalakúak (Passeriformes) rendjébe, azon belül a csirögefélék (Icteridae) családjába tartozó faj.

## Rendszerezése
A fajt Louis Pierre Vieillot francia ornitológus írta le 1819-ben, az Agelaius nembe Agelaius pyrrhopterus néven. Egyes szervezetek szerint a vörösvállú trupiál (Icterus cayanensis) alfaja Icterus cayanensis pyrrhopterus néven.

## Előfordulása
Argentína, Bolívia, Brazília, Paraguay és Uruguay területén honos. Természetes élőhelyei a szubtrópusi és trópusi síkvidéki esőerdők, száraz erdők és szavannák, valamint vidéki kertek, ültetvények és városias környezet. Állandó, nem vonuló faj.

## Megjelenése
Átlagos testhossza 20 centiméter, a hím átlagos testtömege 33,3 gramm, a tojóé 30,4 gramm.

## Életmódja
Ízeltlábúakkal, gyümölcsökkel és nektárral táplálkozik.

## Természetvédelmi helyzete
Az elterjedési területe rendkívül nagy, egyedszáma pedig stabil. A Természetvédelmi Világszövetség Vörös listáján nem fenyegetett fajként szerepel.